# 內柱

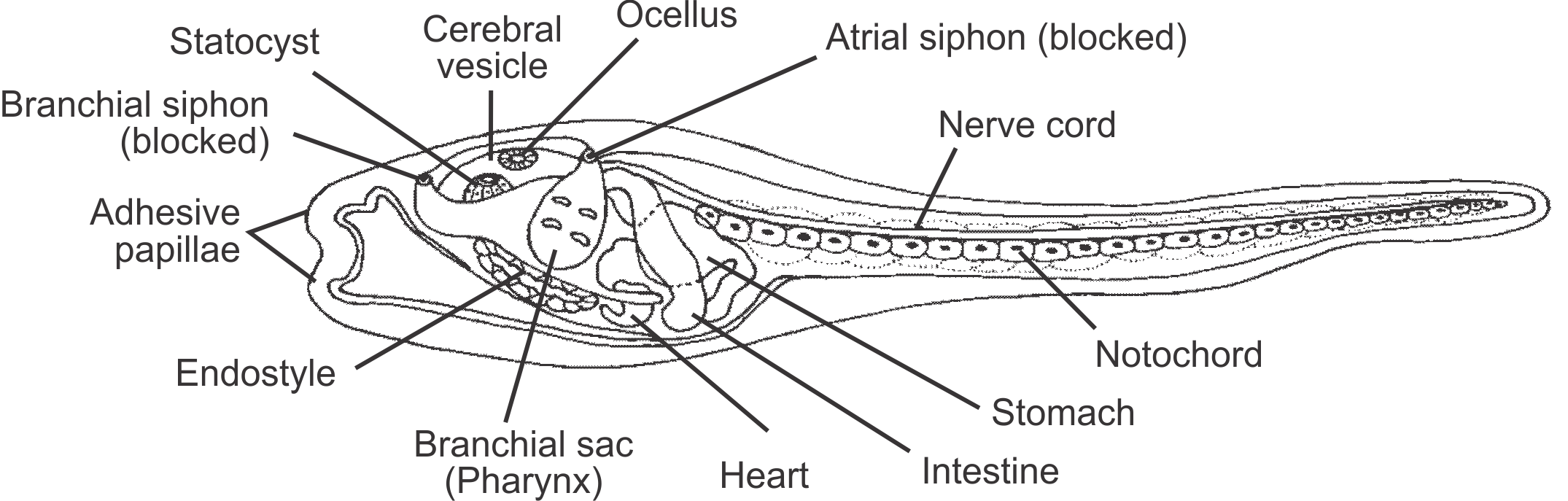
被囊动物幼体的解剖学结构

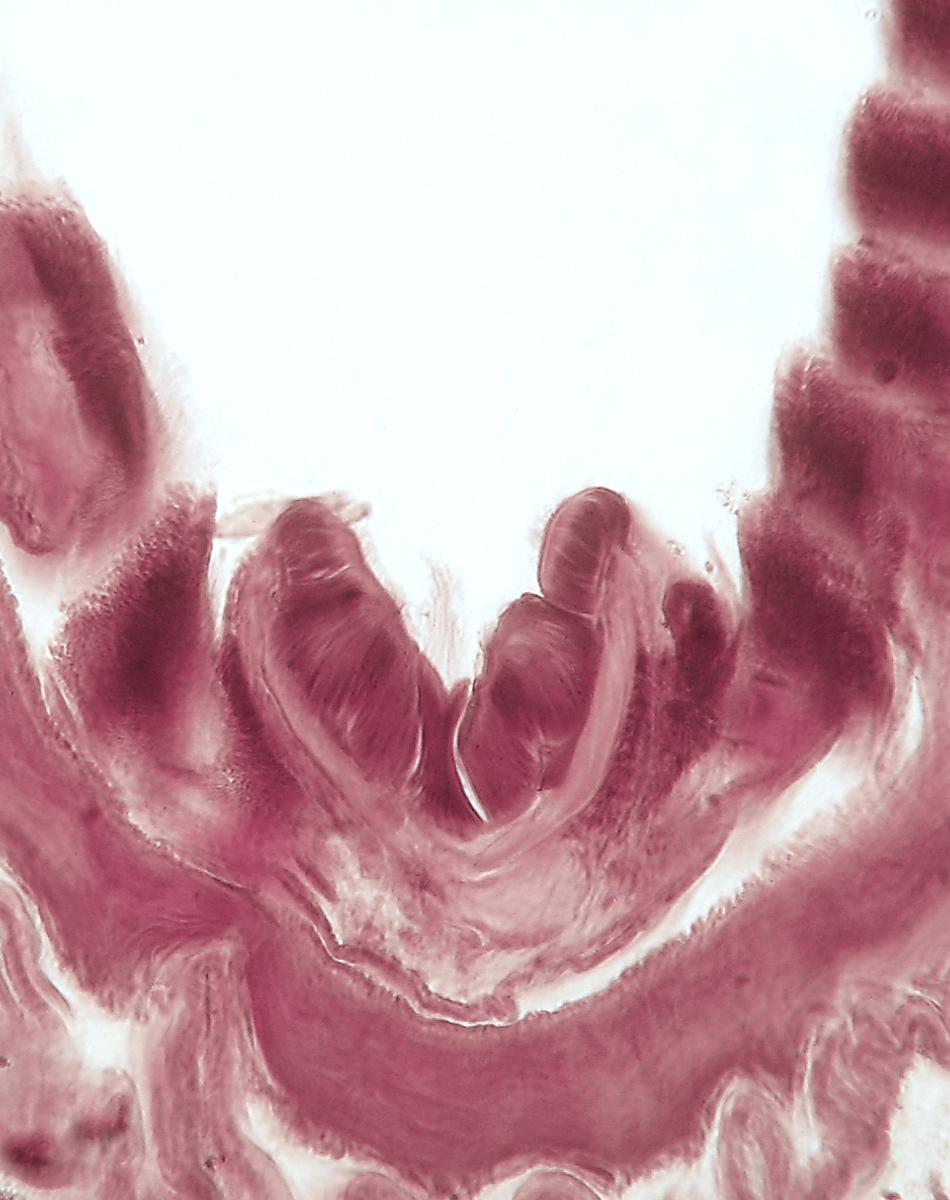
七鳃鳗内柱的微观结构

内柱（英語：endostyle）是无脊椎脊索动物（头索动物和被囊动物）咽部的一个器官，主要功能是滤食时粘着水中的食物颗粒。内柱是所有脊索动物生命周期中都会拥有的五个共有衍征之一，但在脊索动物的冠群——脊椎动物中，绝大多数物种的内柱只在胚胎发育时期暂时出现，只有七鳃鳗在幼体阶段仍保留内柱，随后就变态发展成甲状腺，其功能从滤食改为摄取并浓缩发育代谢必需的微量矿物质——碘。
因为内柱是三个脊索动物亚门都拥有的共同特征，所以其寒武纪的共同祖先应是滤食动物，只不过其中一些类群（主要是脊椎动物）后来演化出了主动进食的习性。在滤食时，水从口部流入咽腔，水中悬浮的食物颗粒会被位于咽腔下后方的内柱分泌黏液截住，然后水穿过咽裂排出体外，内柱通过纤毛将截取的食物送进食道进行消化。
在19世纪晚期针对内柱的假说就认为七鳃鳗的内柱与被囊动物的鳃下沟（hypobranchial groove）功能极其相似，之后也有许多类似研究，但都被后来的学者否定。但这些研究意外发现七鳃鳗的内柱有能聚集碘放射性同位素的能力。在1963年，研究结论说明头索动物和被囊动物的内柱都具有捕获碘的能力，因此引发了进一步的研究。半个世纪后，脊椎动物的甲状腺与文昌鱼和海鞘幼体的内柱之间的同源关系已经得到了转录因子的分子生物学证据支持。类似的有关半索动物的基因研究也初步显示其口索（stomochord）和内柱之间也有同源关系。

## 额外阅读
- Marine, David. . Journal of Experimental Medicine. April 1913, 17 (4): 379–395. PMC 2125049 . PMID 19867651. doi:10.1084/jem.17.4.379.